# (114703) North Dakota
(114703) North Dakota est un astéroïde de la ceinture principale.

## Description
(114703) North Dakota est un astéroïde de la ceinture principale. Il fut découvert le 24 mars 2003 à l'observatoire Goodricke-Pigott par Vishnu Reddy. Il présente une orbite caractérisée par un demi-grand axe de 2,92 UA, une excentricité de 0,08 et une inclinaison de 3,0° par rapport à l'écliptique.

## Compléments